# Agustin de Hinojosa y Montalvo
Agustin de Hinojosa y Montalvo, OFM (1575 – 5 de julho de 1631) foi um prelado católico romano que serviu como bispo da Nicarágua (1630–1631).

## Biografia
Agustín de Hinojosa y Montalvo nasceu em Madrid, Espanha, em 1575 e foi ordenado sacerdote na Ordem dos Frades Menores. A 12 de agosto de 1630, foi nomeado bispo da Nicarágua durante o papado do Papa Urbano VIII. No dia 16 de setembro de 1630, foi consagrado bispo em Madrid, por Juan Guzman, arcebispo de Tarragona, com Francisco Olivares Maldonado, bispo auxiliar de Toledo, e Cristóforo Chrisostome Carletti, bispo de Termia, servindo como co-consagradores. Serviu como Bispo da Nicarágua até à sua morte no dia 5 de julho de 1631.